# 現代集落
現代集落（げんだいしゅうらく）は、石川県珠洲市において2021年から進行されているプロジェクトである。自然共生型生活圏をつくるためのテクノロジー活用と、ランドスケープデザイン視点からの集落と周辺環境のグランドデザインを通して、「地域資源の循環型村」への集落の再構築を目指す。運営企業は株式会社ゲンダイシュウラク（代表取締役社長林俊伍）。

## 概要
「限界集落」を「現代集落」に変えるプロジェクトと掲げているが、集落の過疎化対策の施策という位置づけのプロジェクトではない。
東京への一極集中、拡大する資産格差、エネルギー問題など現代の日本が抱える諸問題に対し、制度疲労の限界を迎えつつある現代の経済システムにアップデートを仕掛けることで「100年後の豊かな暮らし」を実現するべく「実験を行う」ことに主眼が置かれている。「都市生活のオルタナティブ（代替生活圏）」の確立のために、「水や電気や食を自給自足できる集落をつくり、自然のなかで楽しむ生活を、先人の知恵とテクノロジーで実現したい」、「VILLAGE DX（ヴィレッジ・デジタル・トランスフォーメーション）」を標榜する。また、同時進行でランドスケープデザインの視点から自然、歴史、文化をもとに集落と周辺環境をグランドデザインすることで持続性のある全体最適化を図り続ける。

### 拠点と各プロジェクト
2021年現在、中心拠点は石川県珠洲市の真浦地区に位置する「真浦フィールド」に置かれている。周囲環境に山、耕作放棄地、川、林、竹林、家屋の並び、湾、海といった要素が半径１km以内に詰まっているエリアである。築１００年以上とみられる間取り１３ＬＤＫの古民家をリノベーションした宿泊可能拠点と山および森林を保有する。農作放棄地の再開発と自然栽培、利用方法の検討、フィールドワークを通した従来生活文化の理解と今後の活用に向けたディスカッション、地域資源の循環型村を目指した再生可能エネルギーの実装など、複数のプロジェクトが進行中である。
敷地内の２階建ての納屋は、１階を交流拠点、２階をコワーキングスペースとする予定。2021年9〜10月、珠洲市全域を会場として開催される奥能登国際芸術祭に合わせ1階に「現代集落ｃａｆｅめぐる」を期間限定開業。太陽光発電で店の電気をまかない、提供するホットサンドには自然栽培の野菜を使って提供した。

### 現代集落LAB
月額会員制の有料オンラインサロン「現代集落LAB」を運営している。真浦フィールドの進行中プロジェクトの進捗状況にアクセスできるほか、オンラインオフライン問わず各種のプロジェクトにも参加できる。また、宿泊やアクティビティにかかる費用が格安で提供されるといった特典がある。珠洲市のような大都市圏から離れた最郊外に位置する立地条件で事業開発をする場合、モノ、カネだけではなくヒトのリソース不足も大きな懸念材料となるが、サロン会員との協働開発という形態を選択することで、幅広いステークホルダーを獲得しつつも、サービス提供者とカスタマーの間の垣根をなくし「集落の民」という一つの枠組みで束ねられた組織と定義することによって垂直統合型の運営を実現させている。

## 経緯
2020年夏、林俊伍が石川県珠洲市の真浦集落で空き家になっていた古民家を購入したことをきっかけにプロジェクトが始動した。
金沢市で株式会社こみんぐるの取締役を務めている林は、100年後も家族で暮らしたい金沢をつくるため、世界中に金沢ファンを作り、金沢が多様な人材の交差点になるよう「旅音」事業を行ってきた。旅音事業の基本は一日一組限定の貸切宿の運営で、金沢市内に23棟あり、町家の保全や活用を積極的に行ってきた。持続的で循環的な地域を作ることを目指してきた。しかし、事業を進める中で「私たち人間は100年後も豊かにいきるためにはどのような営みを育む必要があるのだろうか？」「そもそも私たちは今のような生活を続けていて大丈夫なのだろうか？」といった疑問を抱えるようになった。
そんな中で林は、石川県珠洲市で体感した広大で豊かな自然、漁業や農業などが生活に密着している生活、長い歴史を背負う集落など、現代日本で失われた数々の要素に可能性を感じた。同時に、過度の過疎化、インフラを整備するために多額の税金の投入と赤字、担い手の不足による廃業や消滅、高齢化による祭りや地域の営みの文化の消滅といった喫緊の課題にも直面していることを知った。
100年後も豊かに生きるためにはどのような営みを育む必要があるか、そのための仮説として「人間中心でなく自然中心の生活で、お金が中心価値にしなくても豊かな生活を営む場所をつくる。」「過度な経済合理性が都市の一極集中と地方の過疎化を加速させているならば、お金を中心価値としない世界（生活圏・集落）があればいい」とし、実証実験を通して「テクノロジーの力を活用することで奥能登の限界集落を水や食や電気を自給自足する自然共生型生活圏に変える」ことを目的に、林は本プロジェクトを始動させた。

## メディア情報

### テレビ
- LIVE IT NEW「チューモク　奥能登ならではの魅力とは・・・企業や若者から注目を集める”珠洲”」（2021年3月25日（日）、石川テレビ）

### 新聞[編集]
- 北國新聞「仮装住人 暮らし方模索」2021年3月14日（日）
- 北陸中日新聞「「現代集落」豊かさ問う」2021年4月25日（日）
- 北陸中日新聞「珠洲の「現代集落」実像は？」2021年4月25日（日）
- 北陸中日新聞「芸術祭に合わせカフェ開業」2021年9月5日（日）